# 2010년 동계 올림픽 파키스탄 선수단
2010년 동계 올림픽 파키스탄 선수단은 캐나다 밴쿠버에서 개최된 2010년 동계 올림픽에 참가한 올림픽 파키스탄 선수단이다. 이 올림픽이 파키스탄이 처음으로 참가한 동계 올림픽이다.

## 알파인 스키
| 선수            | 종목        | 1차시기 | 2차시기 | 총계    | 순위 |
| --------------- | ----------- | ------- | ------- | ------- | ---- |
| 무함마드 아바스 | 남자 대회전 | 1:38.27 | 1:42.31 | 3:20.58 | 79   |